# Livineu Règul
Livineu Règul   (segle I aC - segle I) en llatí Livineius Regulus, va ser un senador romà que en el regnat de l'emperador Tiberi va defensar a Gneu Calpurni Pisó l'any 20, quan la majoria dels que ho podien fer van refusar la seva defensa.
Després va ser expulsat del senat per un motiu desconegut. Encara més tard, durant el regnat de l'emperador Neró, l'any 59, fou desterrat a causa d'uns disturbis en un espectacle de gladiadors que havia donat.